# 王子修 (1918年)
王子修（1918年—2006年5月23日），男，直隶（今河北）安新人，中华人民共和国军事人物，中国人民解放军少将。